# CM-11 용호
CM-11 용호(중국어: CM-11 勇虎)는 중화민국의 2.5세대 최신 주력전차이다. 미국에서 공여된 M60A3 차체에 105mm 라이플포가 탑재된 M48A5의 포탑을 결합시킨 전차로 1988년부터 생산이 개시되었다.
중화민국은 M60A3의 완성품 도입을 희망하고 있었지만, 미 중 관계를 염려한 미국측의 판단으로 이룰 수 있지 않았고 M60A3와 M48 개수형을 이스라엘에서 수입하였지만 사격통제장치는 M1 에이브람스에 필적할만한 선진 사격통제장치를 갖추고 있으며  포탑이 M60A1·A3보다 경량이기 때문에 출력비도 높고 속도도 높였다